# Stickelsbergs naturreservat
Stickelsbergs naturreservat ligger på östra delen av Värmdölandet i Värmdö kommun i närheten av fritidshusområet Saltarö och Skärmarö, i Värmdö distrikt i Uppland (Stockholms län). Det har en areal av 232 hektar. Reservatet bildades 21 januari 1965. Naturreservatet hette tidigare Saltarö-Skärmarö naturreservat. 

## Reservatet
Reservatet består huvudsakligen av ett barrskogsområde med en mosaik av hällmarker, granskogar med lövinslag och våtmarker. Då skogsbruk inte har bedrivits under lång tid har skogen utvecklats till en tämligen orörd naturskog. Kärrmarkerna varierar från helt trädlösa fattigkärr till al- och björkkärr med betydligt rikare flora. Djurlivet är rikt och fågelarter som fiskgjuse, ormvråk, orre, ugglor och flera hackspettsarter har iakttagits.